# Oncle Émile
Oncle Émile (en allemand : Onkel Emil) désigne un groupe de résistance contre le nazisme à Berlin pendant la période du Troisième Reich.
Ce groupe avait des préoccupations plus humanitaires qu'idéologiques et se composait surtout de journalistes, de médecins et d'intellectuels. Il s'est formé durant l'hiver 1938 autour de Ruth Andreas-Friedrich, mère de l'écrivaine Karin Friedrich qui vit aujourd'hui à Berlin, et du chef d'orchestre Leo Borchard.
Les membres procuraient aux juifs poursuivis des cachettes, de la nourriture et des papiers. Ils s'occupaient aussi des familles des prisonniers politiques et diffusaient les publications de La Rose blanche.

## Hommages

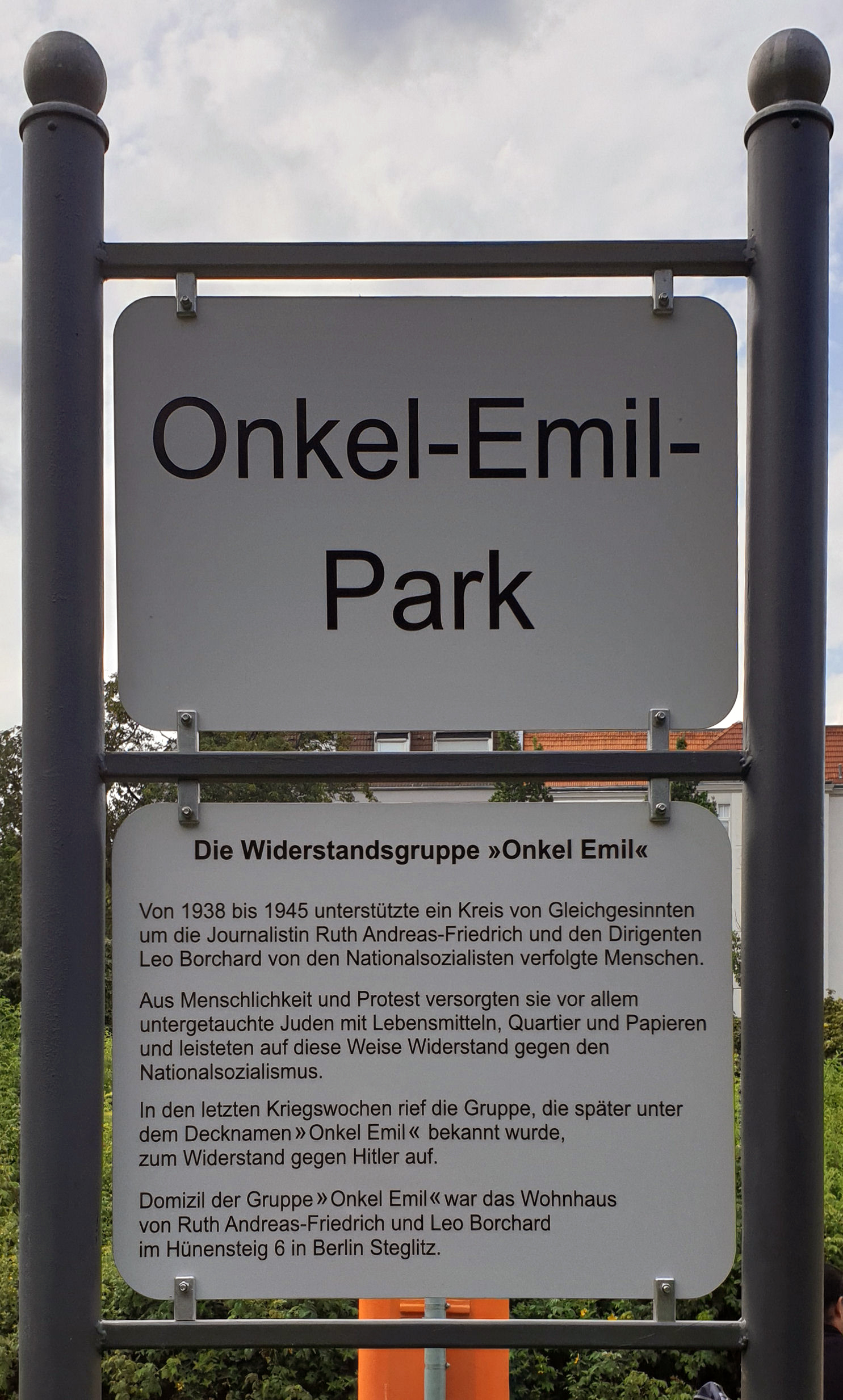
Plaque commémorative Onkel-Emil-Park

Après la Seconde Guerre mondiale, ils ont été désignés comme Justes parmi les nations et ont reçu la médaille de Yad Vashem.
Une plaque commémorative est située sur la maison d'alors de la fondatrice à Berlin-Steglitz au numéro 6 de Hünensteig.
En juillet 2021, un parc situé derrière le Forum Steglitz à Berlin est baptisé "Onkel-Emil-Park".